# 2-テトラロン
2-テトラロン(2-Tetralone)は、化学式C10H10Oの有機化合物である。無色油状の物質で、有機合成の中間体となる。ナフタレンの脱水素体であるテトラリンのケトン誘導体である。関連化合物に、1-テトラロンがある。
2-テトラロンは、2-ナフチルエーテルの還元開裂により生成する。

## 応用
2-テトラロンは、L-687,384、ネピナロン、ナパメゾール、スピロドン、トリオキシフェン等の様々な医薬品の合成の中間体となる。